# اوفوناتو، ایواته

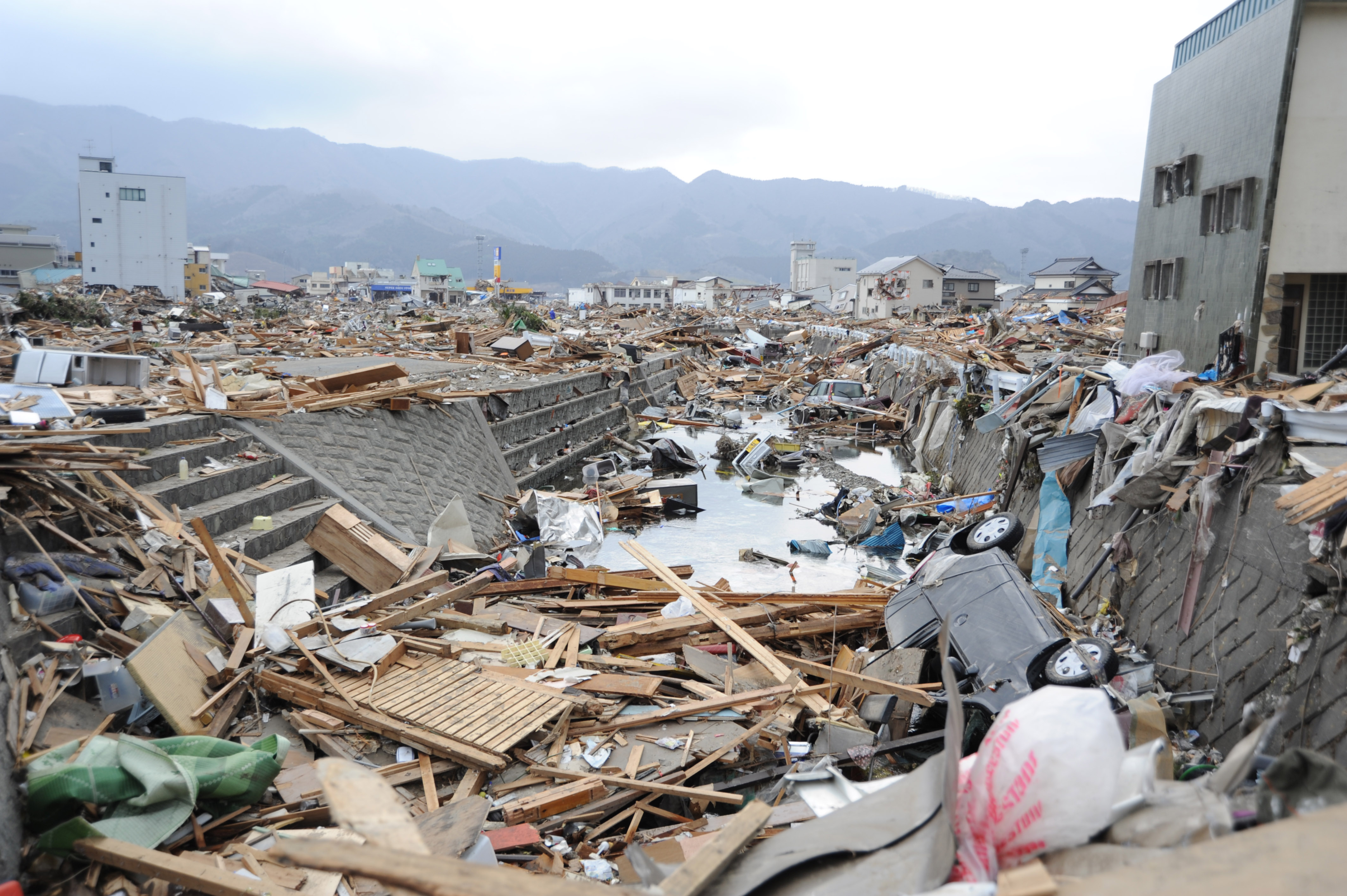
شهر اوفوناتو در استان ایواته پس از سونامی

اوفوناتو در استان ایواته در کشور ژاپن واقع شده‌است که دارای جمعیت ۴۲٬۱۱۹ نفر و مساحت ۳۲۳٫۲۸ کیلومتر مربع با تراکم جمعیت ۱۳۰ نفر در کیلومترمربع است و در تاریخ ۱ آوریل ۱۹۵۲ به عنوان شهر شناخته شد.